# Ungvári botanikus kert
Kárpátalján egy országos jelentőségű botanikus kert van, az Ungvári Nemzeti Egyetem Botanikus Kertje, melynek területe 4,5 hektár. A kertet észak felől a várdomb védi az erős északi széltől, ezért a mediterrán éghajlatról származó növények is képesek átvészelni a telet, kisebb takarással. Dél felől az Ung folyó határolja a kertet.
Loudon István  volt az elsők között, aki Ungváron botanikus kert-szerűséget – egzotikus fák parkját – kezdett hozzá. A kert fáinak ültetését Laudon István (1862–1924), az ungvári gimnázium tanára, amatőr botanikus kezdte el 1892-ben, az éghajlati viszonyokat tekintve előnyös helyen (KOVÁCS, 1999). A régi arborétum maradványai a városi gyermekkórház közelében, a Rákocsi utcában találhatók. https://goo.gl/maps/6y9XL9vzanFMsQmP9

## Története
A Szovjetunió megalakulása után hivatalosan 1946-ban nyitotta meg kapuit. Alapítói H. J. Rudenko és E. Sz. Jarosenko professzorok voltak. A kert első igazgatója az egyik alapító, H. J. Rudenko lett. Építésén és gazdagításán számos egyetemi botanikus és kertészeti szakember dolgozott. Az egyik ilyen tudományos munkatárs Rovel Vladimir volt, akinek a nevéhez fűződik az első fenyő beültetése. 
Az egyetem fejlődésével együtt gyarapodott a botanikus kert növényegyedeinek száma is. Már az első években kutatóintézetté vált, ahol tudományos munkát is végeztek.

### Napjainkban
A botanikus kert jelenleg is elsődlegesen az Ungvári Nemzeti Egyetem tudományos kutató terepe a diákok számára. A felsőfokú oktatási intézmény egyik alegységeként, tudományos gyakorlati bázisként működik. Elsősorban a Biológia Kar, azon belül is a Növénytani Tanszék hallgatóinak jelent gyakorlati segítséget (PETRUSZ, 2001). A kert három teraszon terül el, egyharmada a folyó feletti első és második teraszon, kétharmada a völgybe vezető domboldalon. Felső és alsó részei között a szintkülönbség 22 méter. Vulkanikus eredetű alaptalaját vastag, termékeny vályog talaj fedi. Ültetvényeit földrajzi elv alapján telepítették, külön részlegeken helyezték el az amerikai, kaukázusi, közép-ázsiai, kínai, távol-keleti országok egzotikus növényeit. A bejárat előtt egy szép kis parkosított terület helyezkedik el

## Képek

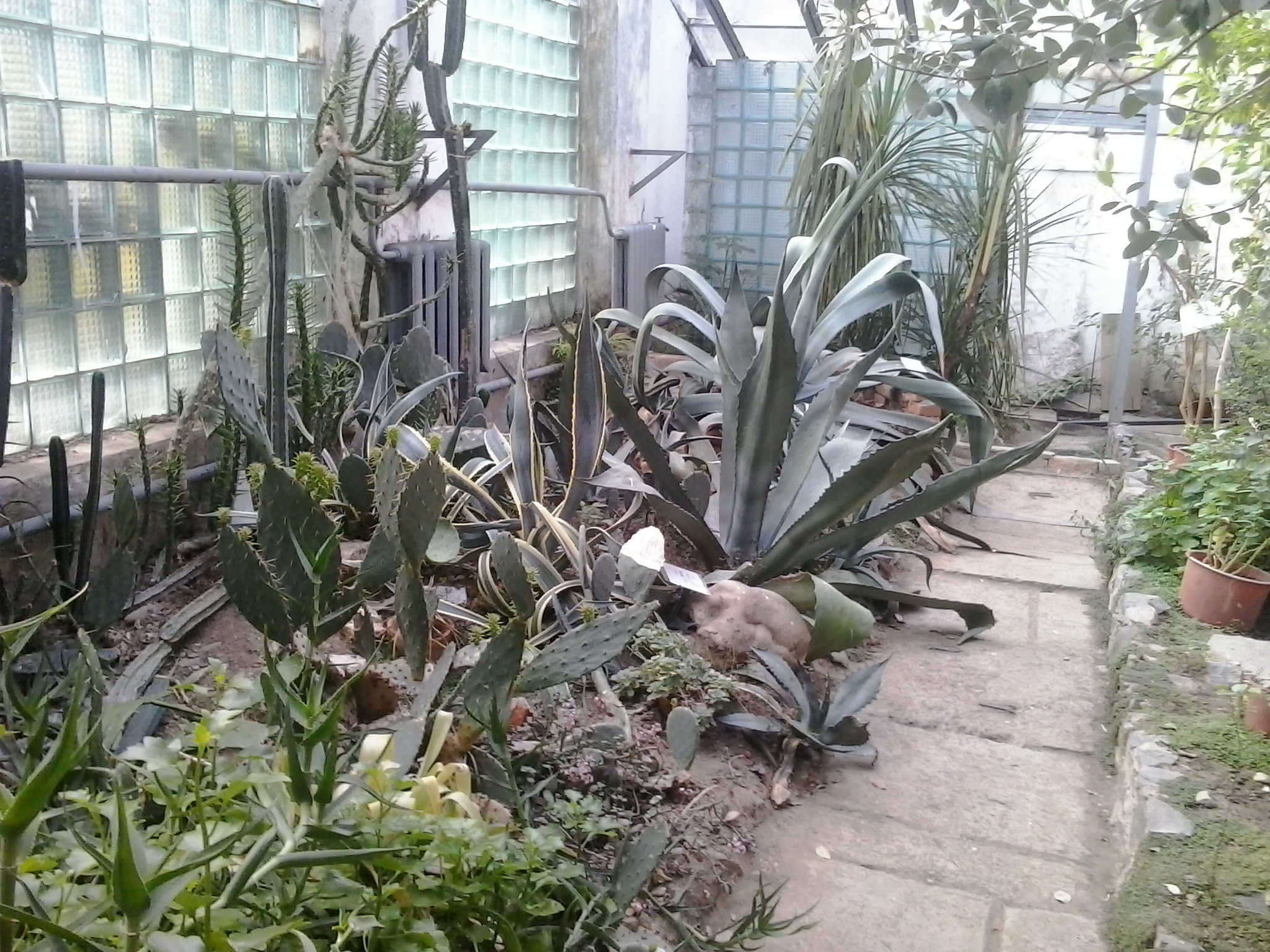
Az ungvári botanikus kert üvegháza - Agávé
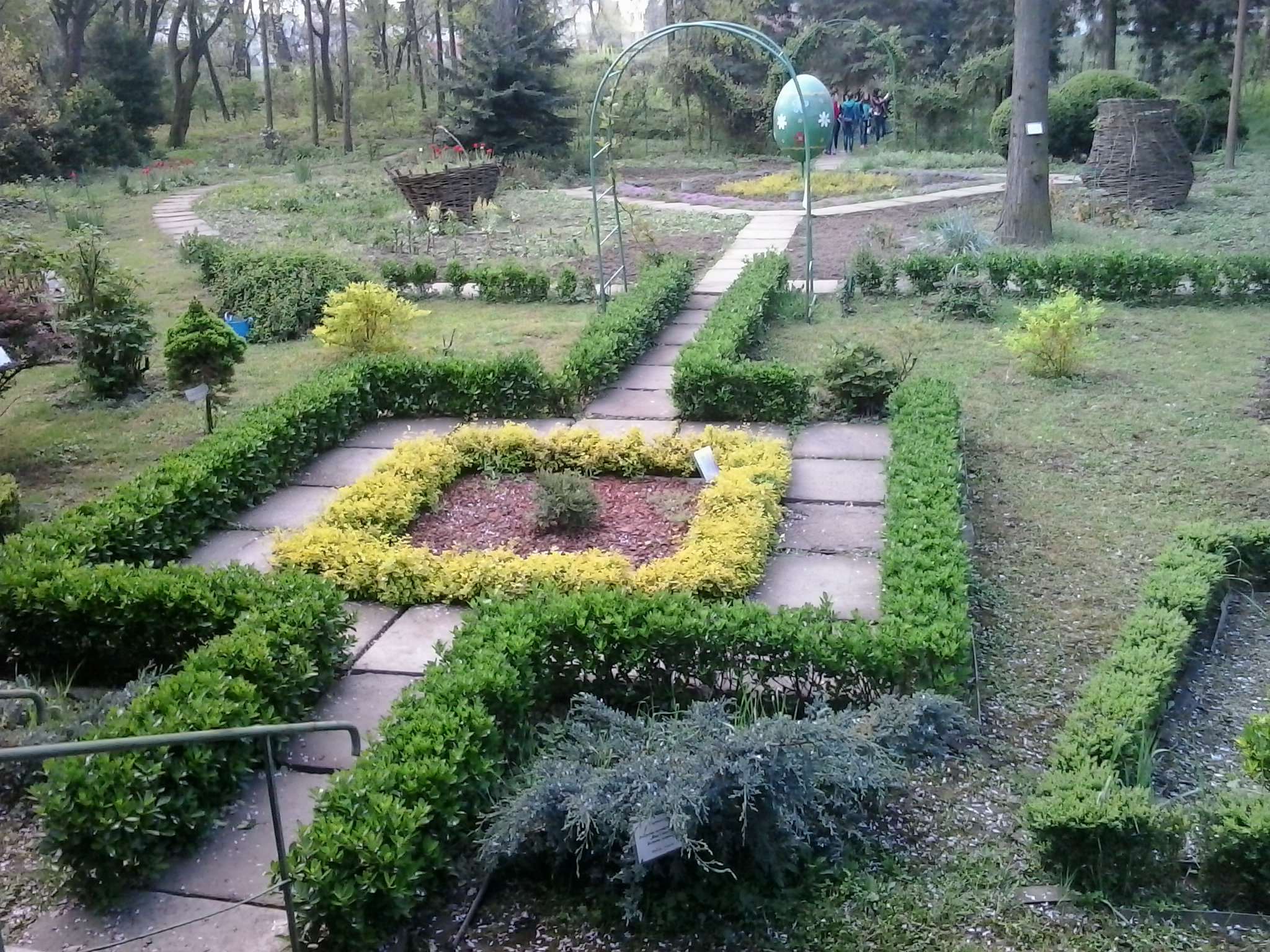
Az ungvári botanikus kert belső udvara
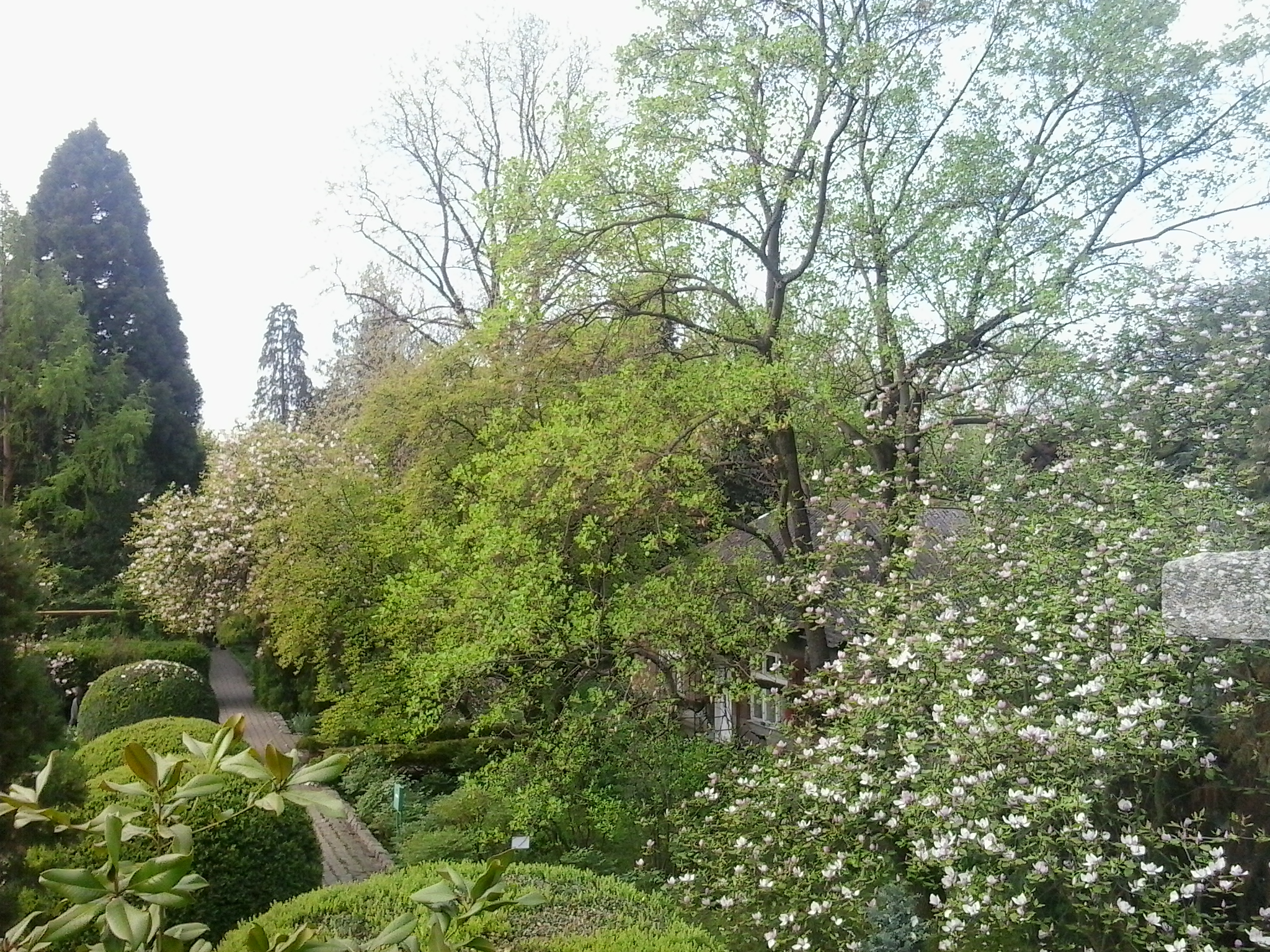
Az ungvári botanikus kert bejárata tavasszal. A magnólia fák virágzása
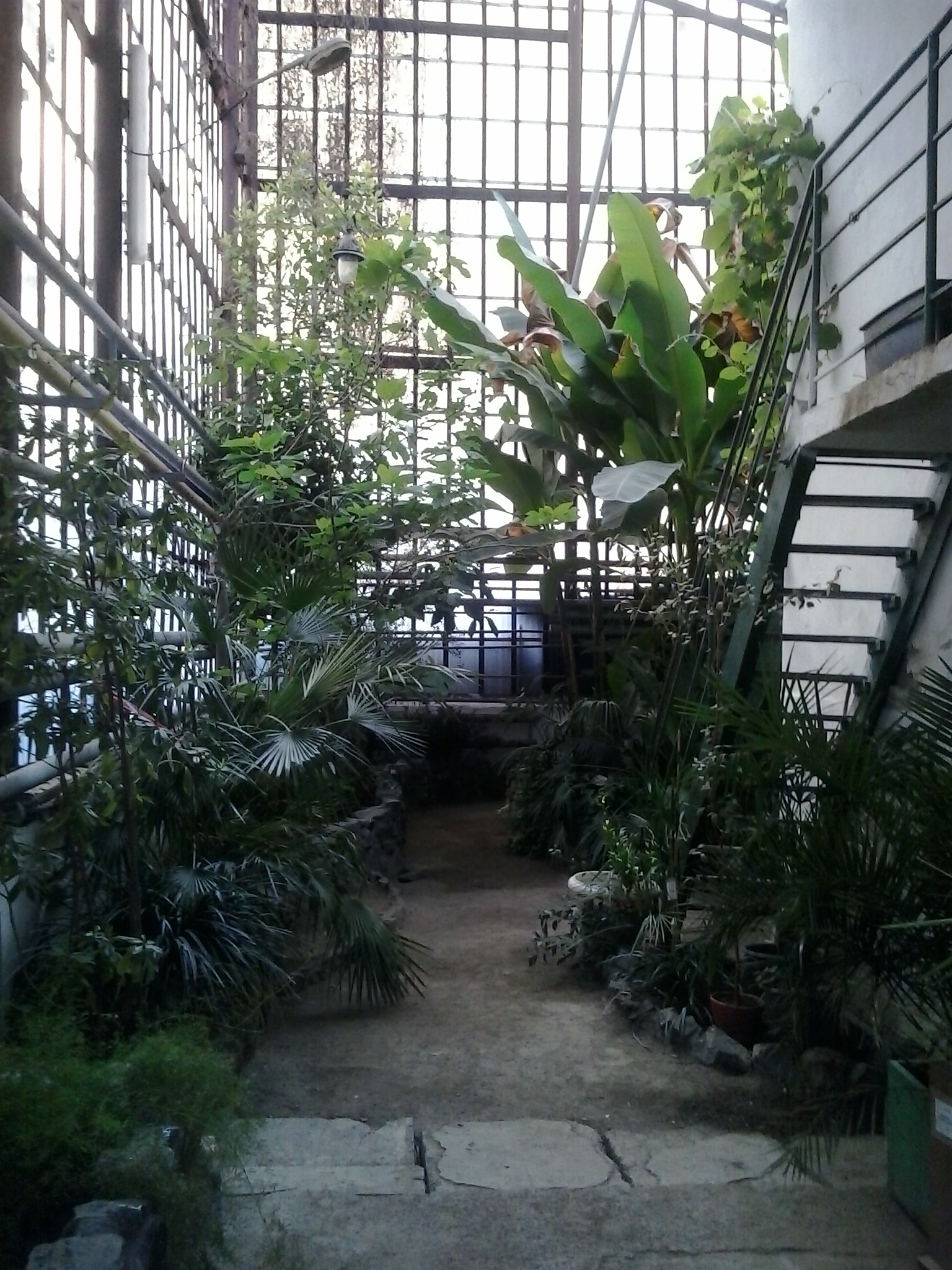
Az Ungvári botanikus kert üvegháza